# Bryum microimbricatum
Bryum microimbricatum là một loài Rêu trong họ Bryaceae. Loài này được Ochi mô tả khoa học đầu tiên năm 1982.